# Red Municipal de Bibliotecas de Gijón

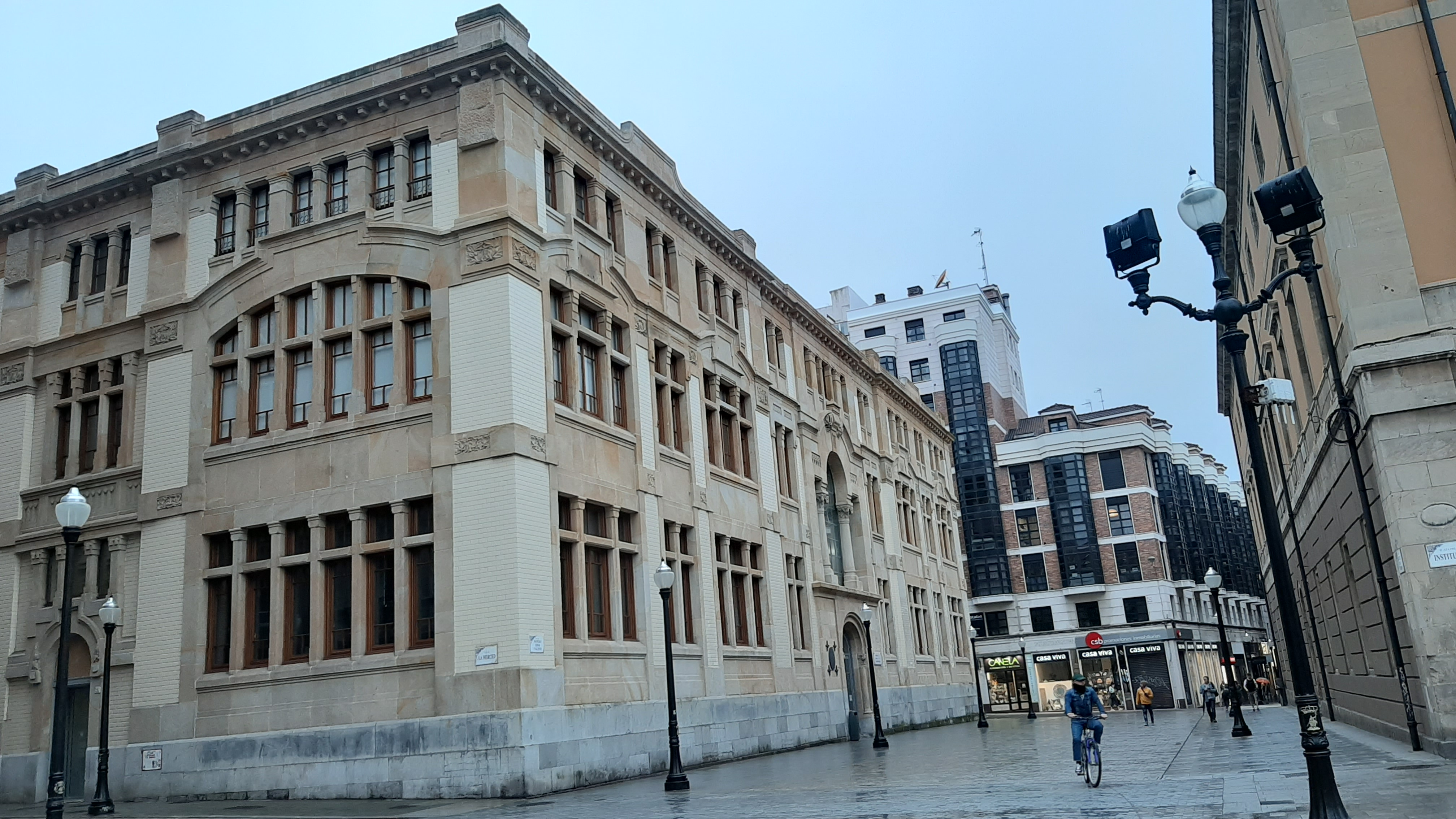
Antigua Escuela de Comercio de Gijón

La Red Municipal de Bibliotecas de Gijón es la entidad que organiza y gestiona el servicio de bibliotecas públicas de la ciudad asturiana de Gijón, en España.
Esta red está formada por 11 unidades de información: 5 bibliotecas en centros integrados y 6 bibliotecas de barrio. Además, cuenta con una biblioteca especial, la Biblioteca del Paciente en el Hospital de Cabueñes, con la que mantiene un convenio de colaboración. 
La Red Municipal de Bibliotecas de Gijón tiene como misión la gestión de los servicios públicos de lectura de este municipio, así como la organización y el desarrollo de programas y actividades de animación a la lectura, formación de usuarios y alfabetización informacional. También se encarga de la organización del Premio de Novela Café Gijón, del Premio María Elvira Muñiz de promoción de la lectura, del Concurso de Fotografía Gijón Leyendo, de POEX Poesía en Gijón, y participa en la organización de la Feria del Libro de Gijón (FeLiX) y del Premio Padre Patac de investigación.

## Historia
En 1975 se crea la primera biblioteca municipal de Gijón, en el barrio de Roces, como respuesta a la demanda vecinal de creación de servicios de lectura de proximidad, y es reformada seis años después, en 1981, cuando se integra en el centro municipal del barrio, fundado ese mismo año. En la década de 1980 se crean otras 6 bibliotecas municipales: la de El Coto (1983), Vega-La Camocha (1985), Contrueces (1986), La Calzada (1987), Pumarín Gijón-Sur (1987) y Monteana (1989), que serán el germen de la actual red de bibliotecas de Gijón. Posteriormente, ya en la última década del siglo XX se crean las bibliotecas de El Llano (1994), La Arena (1996), el Polígono de Pumarín (1996) y el Natahoyo (1999).

## Estructura
Administrativamente la Red Municipal de Bibliotecas de Gijón depende de la División de Cultura de la Fundación Municipal de Cultura, Educación y Universidad Popular del Ayuntamiento de Gijón. Además de las bibliotecas sucursales, esta red cuenta con unos servicios centrales ubicados en la Antigua Escuela de Comercio que se encargan de realizar gran parte de las tareas técnicas y de coordinar los programas y servicios desarrollados en las distintas bibliotecas sucursales.

## Servicios
Los servicios que se ofrecen en las bibliotecas que integran la red son:
- Préstamo
- Información y referencia bibliográfica
- Consulta del catálogo en línea
- Lectura en sala
- Prensa y revistas
- Animación a la lectura
- Grupos de idiomas
- Formación de usuarios y alfabetización informacional
- Apoyo a los centros educativos de la ciudad a través del programa Entrebiblios
- Salas de estudio
- Mediateca
- WIFI pública y gratuita
- Servicios para las personas de más edad del municipio a través del programa Palabras Mayores
- Promoción de la salud a través del programa BiblioSalud

## Servicios virtuales
Desde 2015 la red de bibliotecas de Gijón ofrece el servicio de préstamo de libros electrónicos a través de la plataforma eBiblio Asturias, que permite el préstamo de libros electrónicos a todos los usuarios de estas bibliotecas. También ofrece el acceso a la plataforma eFilm de préstamo digital de películas y audiovisuales 

## Actividades
Las actividades ofertadas son: 
- Cuentacuentos
- Bebé-cuentos
- Clubes de lectura infantiles, juveniles y de adultos
- Talleres literarios
- Expocuentos
- Actividades de formación de usuarios
- Idiomas en compañía [3]
- Clubes de juegos digitales y de mesa
- Actividades de filosofía para niños y niñas: Pensando en la Biblioteca
- Talleres de Familias en red seguras
- Teatro infantil
- Juegos y retos de lectura
- Visitas guiadas